# Juan Gil de Hontañón, el Mozo
Juan Gil de Hontañón, el Mozo o Juan Gil el Mozo fue un destacado arquitecto español del siglo XVI, hijo de Juan Gil de Hontañón y hermano de Rodrigo Gil de Hontañón. Ayudó a su padre en la construcción de la catedral de Salamanca, siendo nombrado después maestro mayor de la misma. No está acreditado, aunque se le atribuye el convento de Sancti Spiritus en Salamanca.